# Upproret
Upproret är en roman av Rudolf Värnlund utgiven 1927. Den var Värnlunds femte utgivna bok och hans tredje roman sedan debuten 1924. 
Upproret utspelar sig i en proletär miljö och handlar om en hyresstrejk bland boende i en hyreskasern. Den anses vara en av Värnlunds mest lästa romaner och har utgivits i flera senare upplagor.

## Mottagande
Vid utgivningen recenserades Upproret i Arbetaren av Artur Lundkvist som skrev: "Hyreskasärnen och dess innevånare framstår som en kollektiv organism, levande ett liv för sig, utanför individernas. Alla typerna som skymtar, dessa omisskännliga proletäransikten, är snabbt och säkert fångade, och romanens psykologiska förlopp är mästerligt klarlagt. Rent konstnärligt är Upproret Värnlunds hittills starkaste skapelse, koncisare, klarare och knappare än linjerna i något av hans föregående verk. Språket är sakligt och exakt. Överhuvud har Värnlund tuktat sin stil betydligt, stramat åt tyglarna. Hans prosa börjar bli fast och karaktärsfull.(...) Han har redan skapat sig ett namn i vår unga diktning."